# Années 1430 av. J.-C.
Les années 1430 av. J.-C. couvrent les années de 1439 av. J.-C. à 1430 av. J.-C.

## Évènements
- Vers 1440-1425 av. J.-C. : règne de Hattushili II, fils de Tudhaliya Ier, roi des Hittites[1]. Les Hourrites rétablissent leur domination sur la Syrie du Nord et le Kizzuwatna. Les interventions d’Hattushili II en Syrie se soldent par un échec.
- Vers 1432-1427 av. J.-C.[2]: règne d’Enlil-nasir II, roi d’Assyrie[3].
- Vers 1430 av. J.-C. : règne de Artatama Ier, roi du Mitanni[4].